# GPR34
GPR34, G protein-spregnuti receptor 34, je protein koji je kod čoveka kodiran GPR34 genom.
G protein-spregnuti receptori, kao što je GPR34, su integralni membranski proteini koji sadrže 7 transmembranskih domaina (TM). Ti proteini prenose signale u unutrašnjost ćelije putem aktivacije heterotrimernih G proteina koji zatim aktiviraju razne efektorske proteine, što ultimatno dovodi do fiziološkog responsa.

## Literatura
1. ↑  Schoneberg T, Schulz A, Grosse R, Schade R, Henklein P, Schultz G, Gudermann T (1999). „A novel subgroup of class I G-protein-coupled receptors”. Biochim Biophys Acta. 1446 (1-2): 57—70. PMID 10395919.
2. ↑  Marchese A, Sawzdargo M, Nguyen T, Cheng R, Heng HH, Nowak T, Im DS, Lynch KR, George SR, O'dowd BF (1999). „Discovery of three novel orphan G-protein-coupled receptors”. Genomics. 56 (1): 12—21. PMID 10036181. doi:10.1006/geno.1998.5655.
3. 1 2  „Entrez Gene: GPR34 G protein-coupled receptor 34”.

## Dodatna literatura
- Hillier LD; Lennon G; Becker M;  . (1997). „Generation and analysis of 280,000 human expressed sequence tags.”. Genome Res. 6 (9): 807—28. PMID 8889549. doi:10.1101/gr.6.9.807.
- Jacobi FK; Broghammer M; Pesch K;  . (2000). „Physical mapping and exclusion of GPR34 as the causative gene for congenital stationary night blindness type 1.”. Hum. Genet. 107 (1): 89—91. PMID 10982042. doi:10.1007/s004390050017.
- Strausberg RL; Feingold EA; Grouse LH;  . (2003). „Generation and initial analysis of more than 15,000 full-length human and mouse cDNA sequences.”. Proc. Natl. Acad. Sci. U.S.A. 99 (26): 16899—903. PMC 139241 . PMID 12477932. doi:10.1073/pnas.242603899.
- Ota T; Suzuki Y; Nishikawa T;  . (2004). „Complete sequencing and characterization of 21,243 full-length human cDNAs.”. Nat. Genet. 36 (1): 40—5. PMID 14702039. doi:10.1038/ng1285.
- Gerhard DS; Wagner L; Feingold EA;  . (2004). „The status, quality, and expansion of the NIH full-length cDNA project: the Mammalian Gene Collection (MGC).”. Genome Res. 14 (10B): 2121—7. PMC 528928 . PMID 15489334. doi:10.1101/gr.2596504.
- Otsuki T; Ota T; Nishikawa T;  . (2007). „Signal sequence and keyword trap in silico for selection of full-length human cDNAs encoding secretion or membrane proteins from oligo-capped cDNA libraries.”. DNA Res. 12 (2): 117—26. PMID 16303743. doi:10.1093/dnares/12.2.117.
- Engemaier E, Römpler H, Schöneberg T, Schulz A (2006). „Genomic and supragenomic structure of the nucleotide-like G-protein-coupled receptor GPR34.”. Genomics. 87 (2): 254—64. PMID 16338117. doi:10.1016/j.ygeno.2005.10.001.
- Oh JH; Yang JO; Hahn Y;  . (2006). „Transcriptome analysis of human gastric cancer.”. Mamm. Genome. 16 (12): 942—54. PMID 16341674. doi:10.1007/s00335-005-0075-2.